# Martiri di Turón

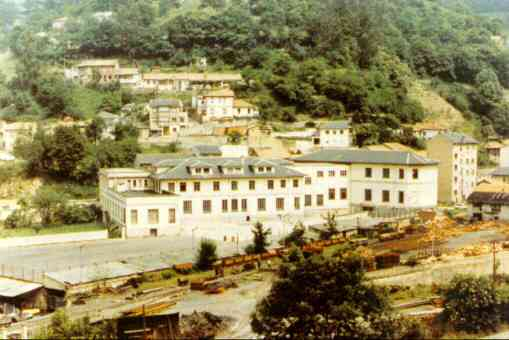
Il Collegio La Salle di Turón

I Martiri di Turón sono otto Fratelli delle Scuole Cristiane (Lasalliani) e un padre Passionista, uccisi il 9 ottobre 1934 a Turón presso Mieres, durante la Rivoluzione delle Asturie dalla milizia social-comunista a seguito della proclamazione ad Oviedo della "Repubblica Socialista Asturiana". Considerati martiri dalla Chiesa cattolica, sono stati canonizzati nel 1999.

## La vicenda
Il martirio di Turón, nella regione mineraria delle Asturie, si colloca in un momento politicamente difficile per la Spagna, caratterizzato da una campagna di odio contro la Chiesa, di matrice comunista, spesso degenerato in atti di violenza contro i religiosi.
Il 5 ottobre 1934 un gruppo di miliziani fece irruzione nel collegio dei Lasalliani, durante la celebrazione della Messa, prelevando otto confratelli e padre Innocenzo dell'Immacolata, che si trovava sul posto per le confessioni, e rinchiudendoli per quattro giorni in una Casa del popolo, dove un comitato rivoluzionario li condannò a morte per la loro attività religiosa.
L'esecuzione fu affidata a un plotone fatto venire da lontano, perché nessuno del posto voleva partecipare al delitto. Il 9 ottobre i prigionieri furono portati al locale cimitero, davanti alla fossa già preparata, e vennero fucilati, impressionando i carnefici per la serenità con cui affrontarono la morte.

## Elenco dei nomi
- Sant'Innocenzo dell'Immacolata (Manuel Canoura Arnau), n. a S. Cecilia del Valle de Oro (Lugo), il 10 marzo 1887;
- San Cirilo Bertrán (José Sanz Tejedor), n. a Lerma (Burgos), il 20 marzo 1888, direttore della comunità;
- San Marciano José (Filomeno López López), n. a El Pedregal (Guadalajara), il 15 novembre 1900;
- San Victoriano Pio (Claudio Bernabé Cavo), n. a San Millán de Lara (Burgos), il 7 luglio 1905;
- San Julián Alfredo (Vilfrido Fernández Zapico), n. a Cifuentes de Rueda (León) il 24 dicembre 1903;
- San Benjamín Julián (Vicente Alonso Andrés), n. a Jaramillo de la Fuente (Burgos) il 27 ottobre 1908;
- San Benito de Jesús (Héctor Valdivielso Sáez), n. a Buenos Aires (Argentina) il 31 ottobre 1910;
- Sant'Aniceto Adolfo (Manuel Seco Gutiérrez), n. a Celada Marlantes (Santander) il 4 ottobre 1912;
- Sant'Augusto Andrés (Ramón Martín Fernández), n. a Santander, il 6 maggio 1910.

## Il culto
Sono stati beatificati il 19 aprile 1990 e canonizzati il 21 novembre 1999, insieme a San Giacomo Ilario (Emanuele) Barbal Cosàn, da Giovanni Paolo II. La Chiesa cattolica li ricorda il 9 ottobre.